# Солідарний
Соліда́рний — проміжна станція 5 класу Лиманської дирекції Донецької залізниці.
Розташована в селі Солідарне, Сватівський район, Луганської області на лінії Кіндрашівська-Нова — Граківка між станціями Білокуракине (30 км) та Лантратівка (20 км).
Відкрита 1940 року.
30 травня 2016 року рух поїздів відновлено, лінією Валуйки — Кіндрашівська почав курсувати приміський поїзд Кіндрашівська-Нова — Лантратівка.